# Ida Zalewska
Ida Zalewska (ur. 2 kwietnia 1981) – polska wokalistka jazzowa i autorka tekstów.

## Życiorys
Zadebiutowała występami w akustycznym bluesowym trio Terraplane, z którym wystąpiła na wielu ogólnopolskich festiwalach, m.in. Rawa Blues, Olsztyńskie Noce Bluesowe czy Jimiway.
W 2012 wydała debiutancki, solowy album studyjny pt. As Sung by Billie Holiday. W lutym 2016 wydała drugą płytę pt. Storytelling, którą nagrała we współpracy z zespołem w składzie: Kuba Płużek, Szymon Mika, Kuba Dworak i Damian Niewiński. 19 grudnia 2016 wystąpiła na zaproszenie Ambasady RP oraz Polskiego Instytutu w Pradze w koncercie Best of V4 Swing, odbywającym się z okazji 25-lecia powstania Grupy Wyszehradzkiej.

## Dyskografia
Albumy studyjne
- As Sung By Billie Holiday (2012)
- Storytelling (2016)